# Monument 145 jaar afschaffing slavernij

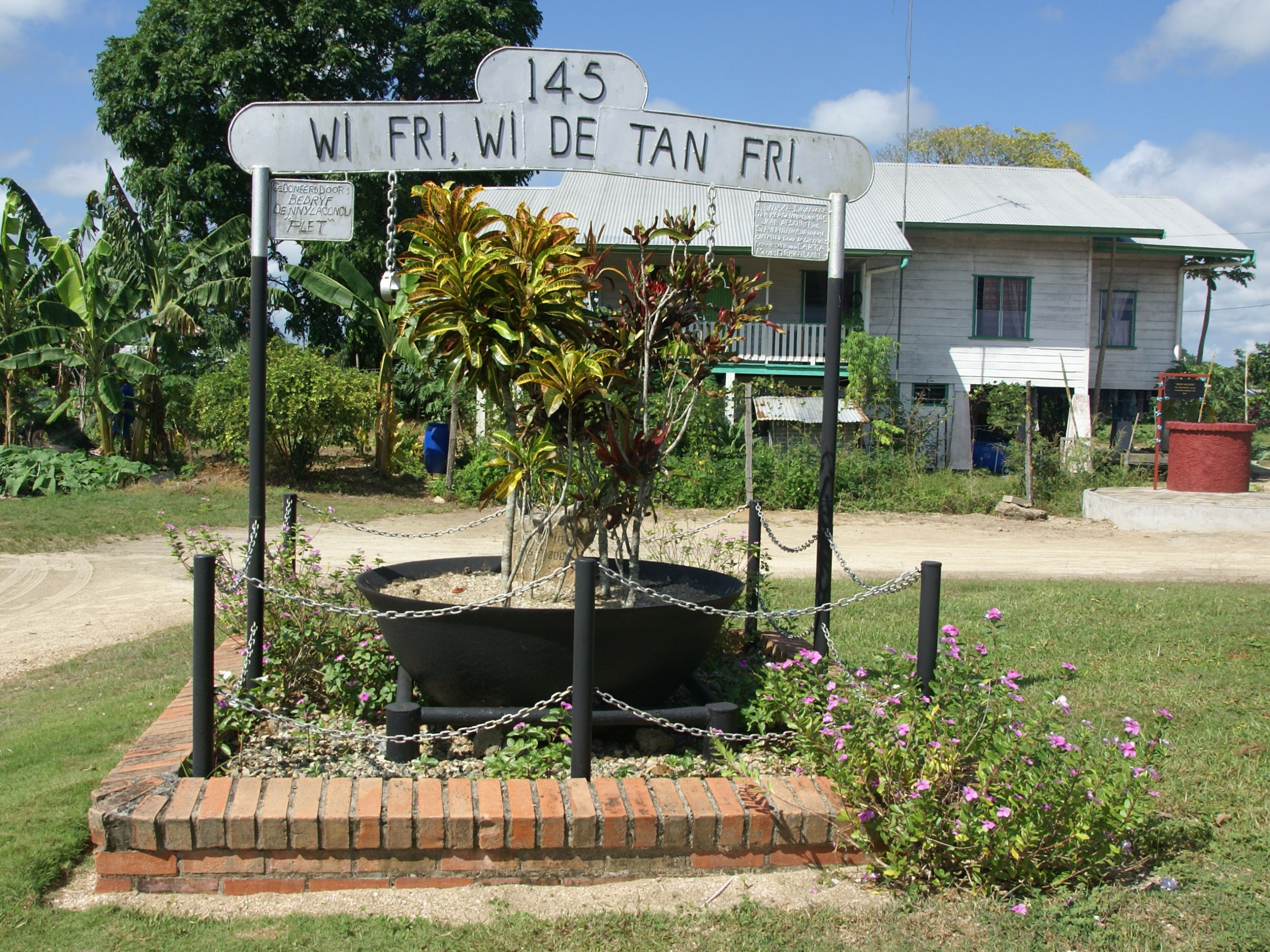
Het monument ter herdenking van 145 jaar afschaffing van de slavernij.

Het monument ter herdenking van 145 jaar afschaffing slavernij staat op het Monumentenplein op het Monumentenplein in Groningen, Suriname.
Op 1 juli 1863 werd de slavernij in Suriname officieel afgeschaft. In 1988 werd dit monument opgericht.
Het bestaat uit een boog waarop de tekst Wi fri, wi de tan fri staat; dit betekent Wij zijn vrij en wij zullen vrij blijven.
Erboven staat het getal 145, verwijzend naar het aantal jaren dat de slavernij is afgeschaft. Aan de boog zijn een tweetal open slavenboeien bevestigd.
Onder de boog staat een kappa, een ijzeren ketel waarin op de plantages suikerriet werd gekookt. Deze ketel dient als plantenbak.
Aan de rechterpaal van de boog bevindt zich een plaquette met de tekst:
1 jul 1863 - 1 jul 2008
ter herdenking van 145
jaar afschaffing
slavernij in Suriname
onthuld door de districts
commissaris van SAR'CA
Mevr: M. Ghisaidoobe